# Chiesa di San Domenico (Chieri)
La chiesa di San Domenico, risalente al XIV secolo e unita al vicino convento, sorge a Chieri.

## Storia e descrizione
Inizialmente era una chiesa gotica a tre navate, ma nel corso del XIV secolo vennero costruite ai suoi fianchi numerose cappelle patrizie, se si osserva la facciata si può notare come non è lineare e piatta ma segue l'andamento delle antiche mura di protezione della città. La chiesa conserva diversi antichi tesori, tra cui pregiate opere del Moncalvo, La Resurrezione di Lazzaro e La Moltiplicazione dei pani, al quale fu affidata nel 1614 la decorazione del coro. Vi sono inoltre presenti opere di Giovanni Martino Spanzotti. Di pregevole interesse è La Madonna del latte, affrescata sulla prima colonna di sinistra, che rappresenta l'allattamento del Bambino da parte della Madonna.